# Kocaali (district)
Kocaali is een Turks district in de provincie Sakarya en telt 24.521 inwoners (2007). Het district heeft een oppervlakte van 315,2 km².
De bevolkingsontwikkeling van het district is weergegeven in onderstaande tabel.
| 1997   | 2000   | 2007   |
| ------ | ------ | ------ |
| 28.205 | 30.676 | 24.521 |